# Die niederdeutsche Literatur
Die niederdeutsche Literatur (dnl), bis 2015 Plattdeutsche Bibliographie und Biographie (PBuB), ist eine Datenbank über niederdeutsche Bücher, Autoren und online verfügbare Texte.
Die Datenbank enthält
- ein Verzeichnis aller niederdeutschen Autoren und ausgewählter niederdeutscher Körperschaften
- ein Verzeichnis niederdeutschen Bücher (Monographien) und ausgewählter anderer Medien ab 1473
- Verlinkung von online frei verfügbaren digitalisierten niederdeutschen Werken
- ein niederdeutsches Wörterbuch

Die Einträge sind in Hochdeutsch.
Bis Ende 2016 lief die Datenbank mit Unterbrechungen auf den Servern des Instituts für niederdeutsche Sprache in Bremen. Von Oktober 2013 bis Ende Mai 2021 stellte das INS eine eigene Version, genannt PBuB 2.0, auf ihren Servern zur Verfügung, nachdem es seit 2012 juristische Auseinandersetzungen um Verträge und Urheberrechte gab.